# Graysville (Tennessee)
Graysville é uma cidade  localizada no estado norte-americano de Tennessee, no Condado de Rhea.

## Demografia
Segundo o censo norte-americano de 2000, a sua população era de 1411 habitantes.
Em 2006, foi estimada uma população de 1436, um aumento de 25 (1.8%).

## Geografia
De acordo com o United States Census Bureau tem uma área de
2,1 km², dos quais 2,1 km² cobertos por terra e 0,0 km² cobertos por água. Graysville localiza-se a aproximadamente 223 m acima do nível do mar.

## Localidades na vizinhança
O diagrama seguinte representa as localidades num raio de 28 km ao redor de Graysville.